# 參姓
參姓是一個中國姓氏，相當罕見。

## 起源
- 凌迪知《萬姓統譜》：“參姓，陸終第二子參胡之後。”。
- 曾參後人因避禍，將曾姓改為參姓。

## 名人
- 參徐，宋高宗紹興年間進士。

## 延伸阅读
[在维基数据编辑]
 《欽定古今圖書集成·明倫彙編·氏族典·參姓部》，出自陈梦雷《古今圖書集成》